# A Szaturnusz holdjai

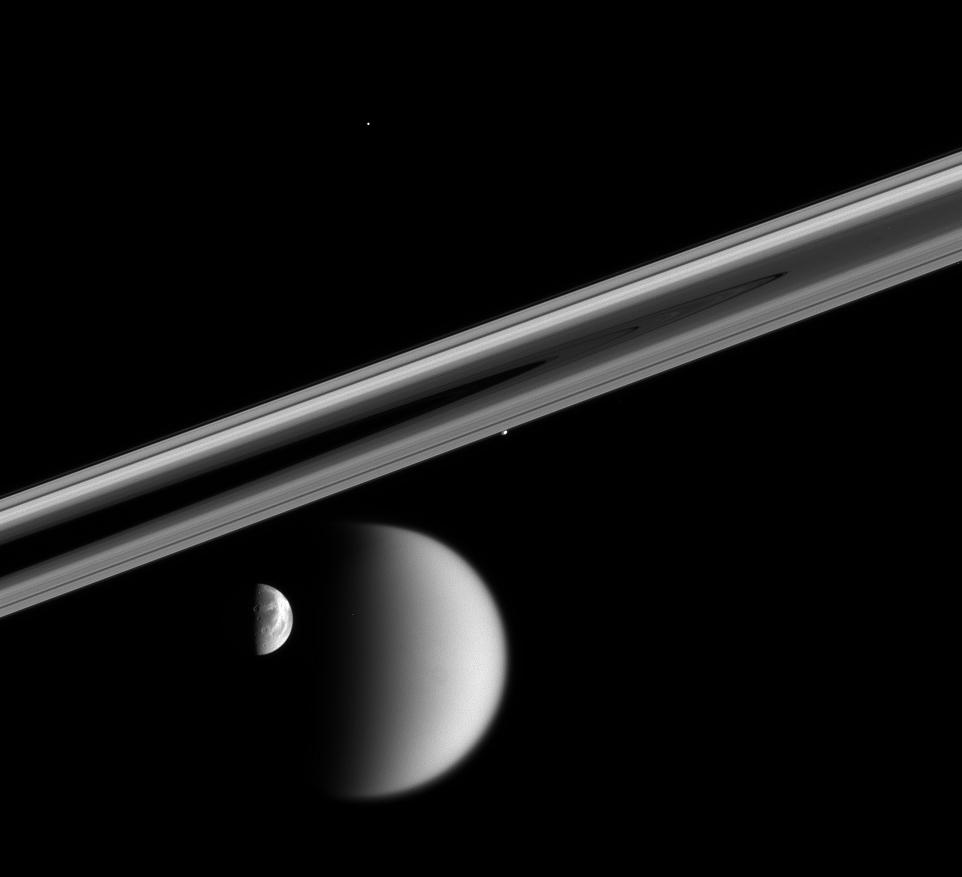
A Szaturnusz gyűrűje és négy holdja látszik a Cassini űrszonda felvételén: a két nagy alul a Titán és a Dione, a gyűrű alatt van közvetlenül az apró Prometheus, fölül középen pedig a még parányibb Telesto (a Szaturnusz a képen kívül, balra van)

A Szaturnusznak jelenleg[mikor?] 82 holdját ismerjük, ezek közül 53-nak van neve. Számosat közülük csak mostanában fedeztek fel, ezek többségének csupán 2–3 km az átmérője, de vannak óriások is, mint például a Titán, amely nagyobb, mint a Merkúr. Tizenhárom holdnak nagyobb az átmérője 50 km-nél. Méretéből adódóan hét hold, a Mimas, az Enceladus, a Tethys, a Dione, a Rhea, a Titán és a Iapetus hidrosztatikus egyensúlyban van, tehát gömb alakúak, így ezeket törpebolygónak tekinthetnénk, ha a Nap körül keringenének. Közülük csak a Titánon alakultak ki megfelelő feltételek ahhoz, hogy légköre legyen.
Megkülönböztetünk szabályos (ebből 24 van) és szabálytalan (38) pályájú holdat. A szabályosan keringők viszonylag közel, nagyjából a bolygó egyenlítői síkjában keringenek, míg a szabálytalanok nagyobb távolságra és nagyobb pályahajlással. A hét nagyobb hold a szabályos keringésűek csoportjába tartozik. A Hyperion és a Titán rezonánsan kötöttek egymáshoz: a Hyperion három keringésére pontosan négy Titán keringés jut. A szabályosan keringők elnevezése a görög mitológia titánjai után történik, a szabálytalanoké pedig az inuit, norvég és gall mitológiák elemeiből.
A Szaturnusz holdjainak számát lehetetlen pontosan meghatározni a gyűrűrendszer miatt, amely számtalan kisebb és nagyobb objektumot tartalmaz. Legalább 150 holdacska okozhatja a gyűrűkben megfigyelhető zavarokat.
A modern időket megelőző századokban a Szaturnusz nyolc holdját fedezték fel:
- a Titán: 1655, Christiaan Huygens holland csillagász,
- a Tethys, Dione, Rhea és Iapetus („Sidera Lodoicea”): 1671–1684 között Giovanni Domenico Cassini francia csillagász,
- a Mimas, Enceladus: 1789, William Herschel brit csillagász,
- a Hyperion: 1848, William Cranch Bond és George Phillips Bond amerikai, valamint William Lassell angol csillagászok.

## Méretek
A szaturnuszi holdak tömegeloszlása szélsőségesen aszimmetrikus, ugyanis a Titán birtokolja a holdak tömegének 96%-át. Hat további hold képviseli a holdak össztömegének 4%-át, a többi pedig a maradék 0,04%-on osztozik, beleértve a gyűrűrendszert is.
| Név       | Átmérő (km)                          | Tömeg (kg)                 | Pályasugár (km)           | Keringési idő (nap) |
| --------- | ------------------------------------ | -------------------------- | ------------------------- | ------------------- |
| Mimas     | 396 (a Hold 12%-a)                   | 0,4·1020 (A Hold 0,05%-a)  | 185 000 (A Hold 50%-a)    | 0,9 (A Hold 3%-a)   |
| Enceladus | 504 (A Hold 14%-a)                   | 1,1·1020 (A Hold 0,2%-a)   | 238 000 (A Hold 60%-a)    | 1,4 (A Hold 5%-a)   |
| Tethys    | 1 062 (A Hold 30%-a)                 | 6,2·1020 (A Hold 0,8%-a)   | 295 000 (A Hold 80%-a)    | 1,9 (A Hold 7%-a)   |
| Dione     | 1 123 (A Hold 32%-a)                 | 11·1020 (A Hold 1,5%-a)    | 377 000 (A Hold 100%-a)   | 2,7 (A Hold 10%-a)  |
| Rhea      | 1 527 (A Hold 44%-a)                 | 23·1020 (A Hold 3%-a)      | 527 000 (A Hold 140%-a)   | 4,5 (A Hold 20%-a)  |
| Titán     | 5 150 (A Hold 148%-a) (A Mars 75%-a) | 1 350·1020 (A Hold 180%-a) | 1 222 000 (A Hold 320%-a) | 16 (A Hold 60%-a)   |
| Iapetus   | 1 470 (A Hold 42%-a)                 | 18·1020 (A Hold 2,5%-a)    | 3 560 000 (A Hold 930%-a) | 79 (A Hold 290%-a)  |

## Holdak keringési csoportok szerint

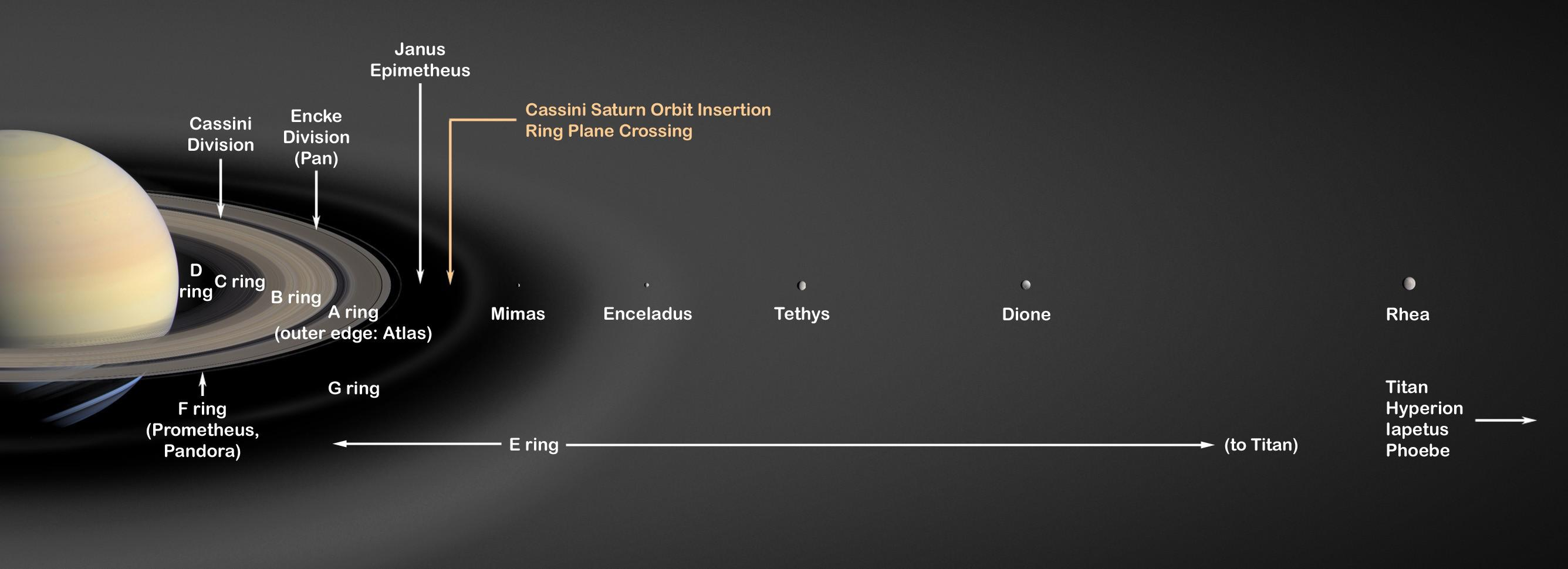
A Szaturnusz gyűrűi, és a nagyobb holdak

- Gyűrű holdacskák
- Gyűrű pásztorok
- Közösen keringők (Janus csoport)
- Belső nagy holdak
- Alküónedák
- Trójai holdak
- Külső nagy holdak
- Szabálytalan holdak
  - Inuit csoport
  - Gallic csoport
  - Norse csoport

## További holdak
A nevek többsége a skandináv mitológiából származik.
- Daphnisz
- Janus
- Methone
- Anthe
- Kiviuq
- Helene
- Ijiraq
- Skathi
- Albiorix
- Skoll
- Erriapus
- Tarqeq
- Greip
- Siarnaq
- Hyrrokkin
- Tarvos
- S/2004 S13
- Mundilfari
- Bergelmir
- S/2006 S1
- Aegir
- Narvi
- S/2004 S12
- Bestla
- S/2004 S7
- Hati
- Thrymr
- S/2006 S3
- Fenrir

## A holdak hatása a Szaturnuszra
A Szaturnusz forgástengelye 27°-kal tér el az ekliptikára merőleges egyenestől. Az eltérést egy 2021-ben megjelent tanulmány szerint a bolygó körül keringő holdak okozzák.(lásd: a Szaturnusz szócikkben).